# Guillaume Thomas Taraval
Guillaume Thomas Raphaël Taraval (Parigi, 21 dicembre 1701 – Stoccolma, aprile 1750) è stato un pittore francese naturalizzato svedese.

## Biografia
Guillaume Thomas Raphaël Taraval nacque in Francia, figlio di François Taraval e Chatherine Masson. Rimasto orfano in tenera età, fu allevato dal padre adottivo Henry Guillemard (1665-1728), che gli impartì anche le prime lezioni di pittura e disegno. Continuò poi la sua formazione con l'artista Claude Audran (1658-1734).
Insieme ad altri artisti francesi, Taraval arrivò a Stoccolma nel 1732, dove fu attivo soprattutto nel Palazzo reale. Realizzò una serie di eleganti dipinti sul soffitto e introdusse in Svezia lo stile decorativo rococò. Dipinse anche ritratti, pale d'altare e nature morte, e preparò i bozzetti per un lampadario nella cappella, che fu poi completato dal suo discepolo Johan Pasch. Svolse inoltre un ruolo importante presso l'Accademia reale svedese delle arti, diventandone il primo direttore dopo la sua fondazione nel 1735. Nel 1739 ottenne un permesso per recarsi a Parigi e studiare gli ultimi sviluppi dell'arte francese, tornando in Svezia nel 1740. Morì nel 1750 a Stoccolma.

### Vita privata
Nel 1727 sposò la figlia del padre adottivo Marie-Anne François Guillemard (nata nel 1705 circa). Ebbe due figli, il pittore Hugues Taraval (1729-1785) e l'architetto e incisore Louis Gustave Taraval (1738-1794). Anche il figlio di quest'ultimo, Jean-Gustave Taraval (1765-1784), fu un pittore francese.

## Galleria d'immagini

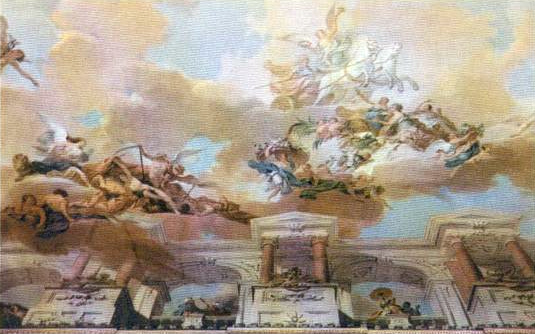
Il mare bianco, soffitto del Palazzo reale di Stoccolma.
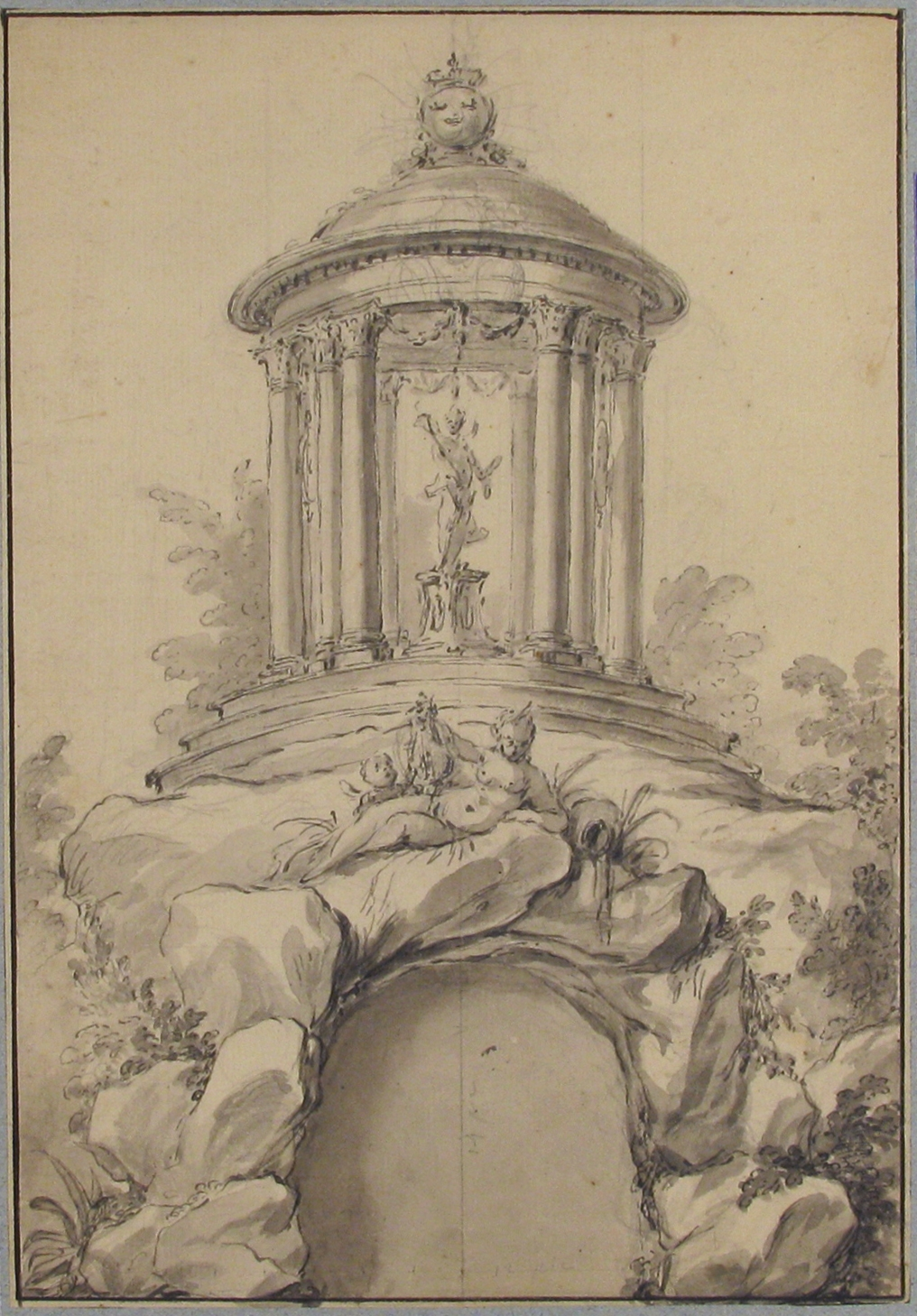
Progetto di un chiosco temporaneo per l'arrivo di re Federico I di Svezia a Parigi.
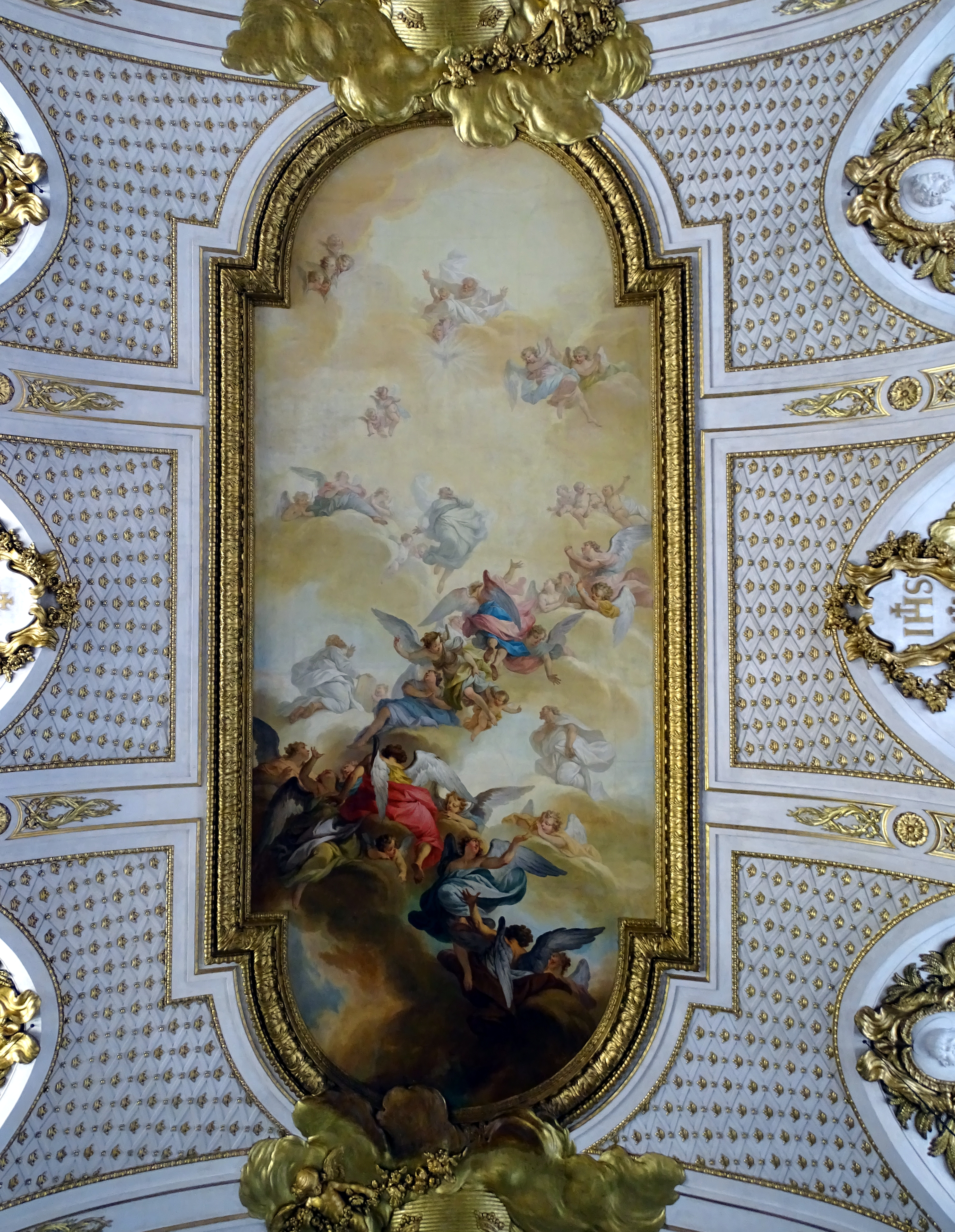
Dipinto sul soffitto della Cappella Reale del Palazzo di Stoccolma.
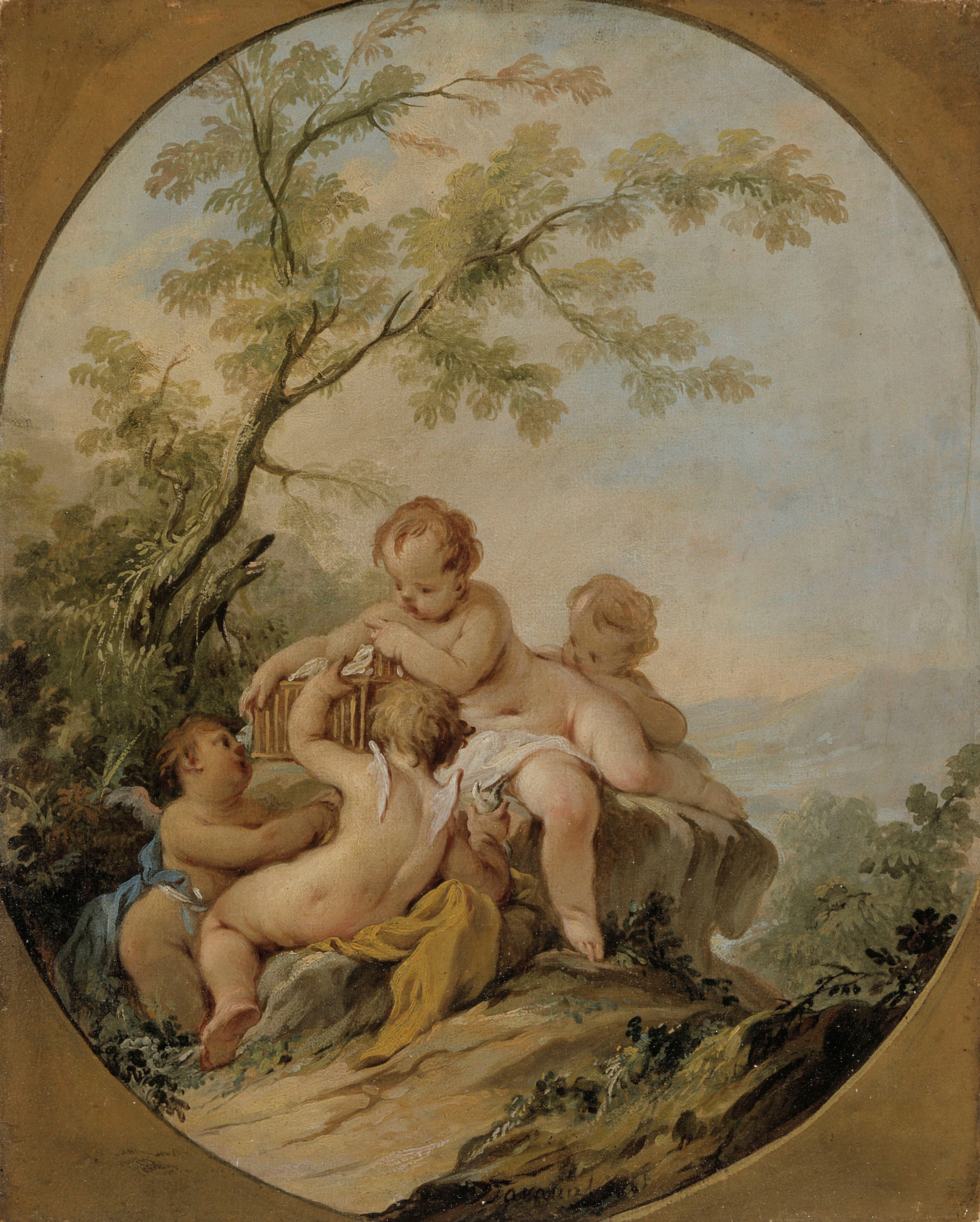
Quattro amorini giocano con una gabbia d'uccelli, Helsinki, Galleria nazionale finlandese.
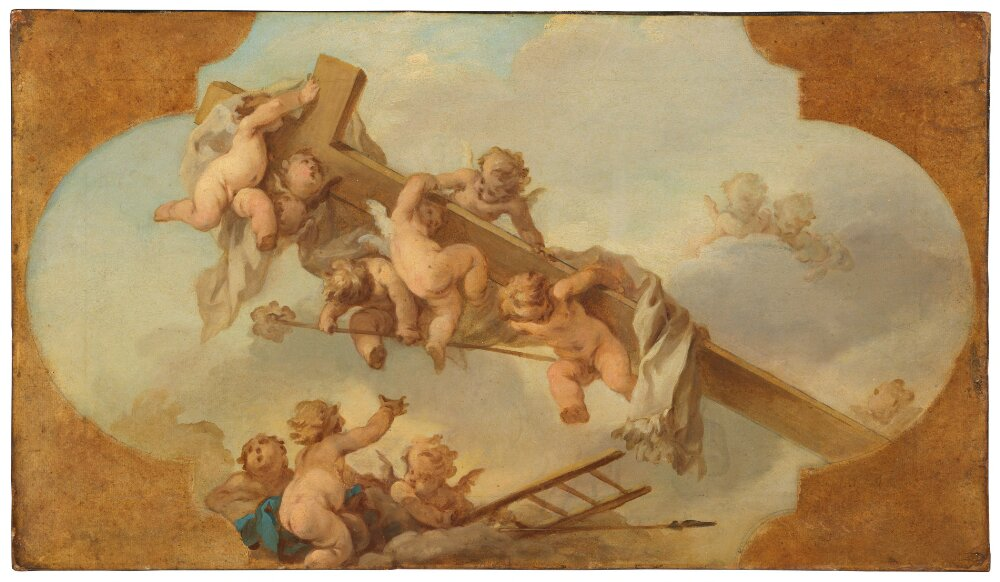
Angeli che portano la croce, Stoccolma, Museo nazionale.
Angeli che guardano l'occhio di Dio, Stoccolma, Museo nazionale.